# Wanda Rydlewska-Sadowska
Wanda Rydlewska-Sadowska (ur. 5 września 1930 w Warszawie, zm. 21 lipca 2019 tamże) – polska lekarz, profesor nauk medycznych, specjalista w zakresie kardiologii, pionier polskiej echokardiografii i elektrokardiografii, pracownik Instytutu Kardiologii im. Prymasa Tysiąclecia Kardynała Stefana Wyszyńskiego.

## Życiorys
Córka Jakuba i Sary. Uzyskała stopień naukowy doktora i stopień doktora habilitowanego. W 1985 nadano jej tytuł profesora nauk medycznych.
Była kierownikiem Kliniki Szybkiej Diagnostyki i Zakładu Diagnostyki Nieinwazyjnej Instytutu Kardiologii im. Prymasa Tysiąclecia Kardynała Stefana Wyszyńskiego.